# 皮热罗斯唐
皮热罗斯唐（法語：Puget-Rostang，法語發音：[pyʒɛ ʁɔstɑ̃]）是法国滨海阿尔卑斯省的一个市镇，属于尼斯区。

## 地理
皮热罗斯唐（43°58'26"N, 6°55'4"E）面积22.46 平方千米，位于法国普罗旺斯-阿尔卑斯-蓝色海岸大区滨海阿尔卑斯省，该省份为法国东南部沿海省份，南濒地中海，西南至瓦尔省，西北接上普罗旺斯阿尔卑斯省，北部和东部与意大利接壤。
与皮热罗斯唐接壤的市镇（或旧市镇、城区）包括：欧瓦尔、伯伊、皮热泰涅、里戈。

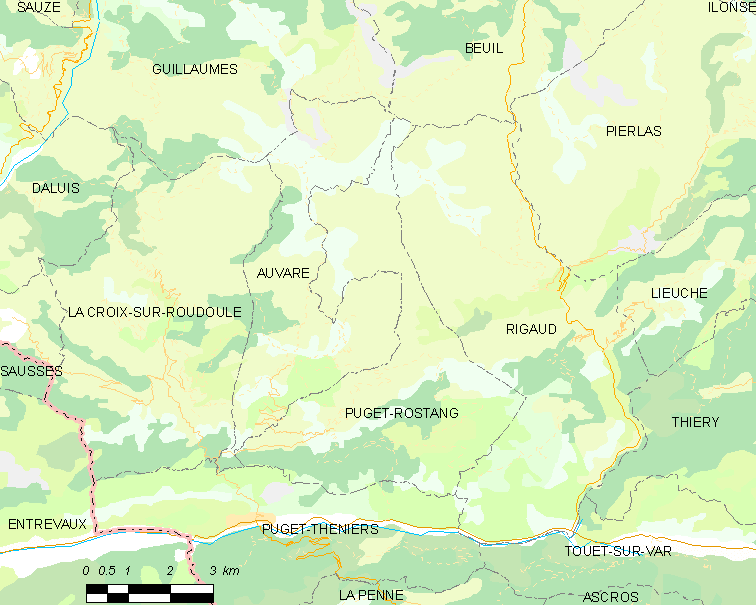
皮热罗斯唐的OSM定位图

皮热罗斯唐的时区为UTC+01:00、UTC+02:00（夏令时）。

## 行政
皮热罗斯唐的邮政编码为06260，INSEE市镇编码为06098。

## 政治
皮热罗斯唐所属的省级选区为旺斯县。

## 人口

1962-2008年间皮热罗斯唐人口变化图示

皮热罗斯唐于2022年1月1日时的人口数量为121人。